# Лаф у срцу
Лаф у срцу је југословенски филм из 1981. године. Режирао га је Мића Милошевић, а сценарио су писали Синиша Павић и његова супруга Љиљана Павић.

## Радња
У болници, на вежби, Владимир, студент медицине, долази у сукоб са професором, потом губи илегални кревет у студентском дому и разочарава девојку која га воли. Владимир се запошљава у породици Саве Митровића као кућни помоћник. Са кутлачом, усисивачем и књигом треба издржати до задњег испита. Али, Владимир ће заједно са Булетом сазнати како њихова младост и спонтаност ремете све што додирну. Руши се породична срећа као кућа од карата, сређеност се претвара у хаос, живот постаје комедија пуна дугова и без иједног циља.

## Улоге
| Глумац                   | Улога                                          |
| ------------------------ | ---------------------------------------------- |
| Никола Симић             | Сава Митровић                                  |
| Милена Дравић            | Савина жена Лена                               |
| Ирфан Менсур             | Владимир Пешић                                 |
| Данило Лазовић           | Црногорац                                      |
| Велимир Бата Живојиновић | Доктор                                         |
| Павле Вуисић             | Предузимач                                     |
| Милан Гутовић            | Срећко Шојић, медицинска сестра, старији човек |
| Јелисавета Саблић        | Живка, помоћница                               |
| Нада Војиновић           | Владимирова девојка                            |
| Радмила Живковић         | Кандидаткиња за кућну помоћницу                |
| Радмила Гутеша           | Кућна помоћница на разговору за посао          |
| Никола Милић             | Пацијент без гуске                             |
| Миодраг Андрић           | Шверцер панталона                              |
| Драгомир Пешић           | Бруцош                                         |
| Предраг Тасовац          | Адвокат                                        |
| Јелица Сретеновић        | Анита Славковић                                |
| Душан Јанићијевић        | Судија                                         |
| Милан Пузић              | Професор                                       |
| Богић Бошковић           | Писац                                          |
| Љуба Павловић            | Зидар                                          |
| Драган Лаковић           | Анитин брат                                    |
| Драгољуб Војнов          | Анитин други брат                              |
| Божидар Павићевић        | Председник комисије                            |
| Александар Тодоровић     | Савин син                                      |
| Ковиљка Милић            | Савина ћерка                                   |
| Владан Живковић          | Механичар                                      |
| Ерол Кадић               | Доктор правних наука                           |
| Гордана Бјелица          | Цимерка Владимирове девојке                    |
| Олга Станисављевић       | Комшиница                                      |
| Мирјана Коџић            |                                                |
| Хасија Борић             |                                                |
| Бошко Кузмановић         |                                                |

## Занимљивости
- Ово је први филм у коме се, као епизодни лик, појављује Срећко Шојић, главни јунак потоњег циклуса филмова "Тесна кожа" и серије "Бела лађа".
- Милан Гутовић игра три улоге у филму.